# Кубок Ліхтенштейну з футболу 1973—1974
Кубок Ліхтенштейну з футболу 1973—1974 — 29-й розіграш кубкового футбольного турніру в Ліхтенштейні. Титул здобув Вадуц.

## Перший раунд
| Команда 1  | Рахунок         | Команда 2   |
| ---------- | --------------- | ----------- |
| Руггелль   | 1–3             | Шан         |
| Трізен     | 3–3 дч пен. 4–5 | Вадуц       |
| Трізенберг | 1–5             | Ешен-Маурен |

Вільний від першого раунду Бальцерс.

## 1/2 фіналу
| Команда 1 | Рахунок | Команда 2   |
| --------- | ------- | ----------- |
| Бальцерс  | 5–2     | Ешен-Маурен |
| Шан       | 0–7     | Вадуц       |

## Фінал
| 1 травня 1974 |

| Вадуц | 2–2 пен. 4–3 | Бальцерс |
| ----- | ------------ | -------- |
|       |              |          |

| Трізен |